# Estadi Mogadiscio
L'Estadi Mogadiscio o Estadi Mogadishu és un estadi multiusos situat a la ciutat de Mogadiscio, capital de Somàlia.

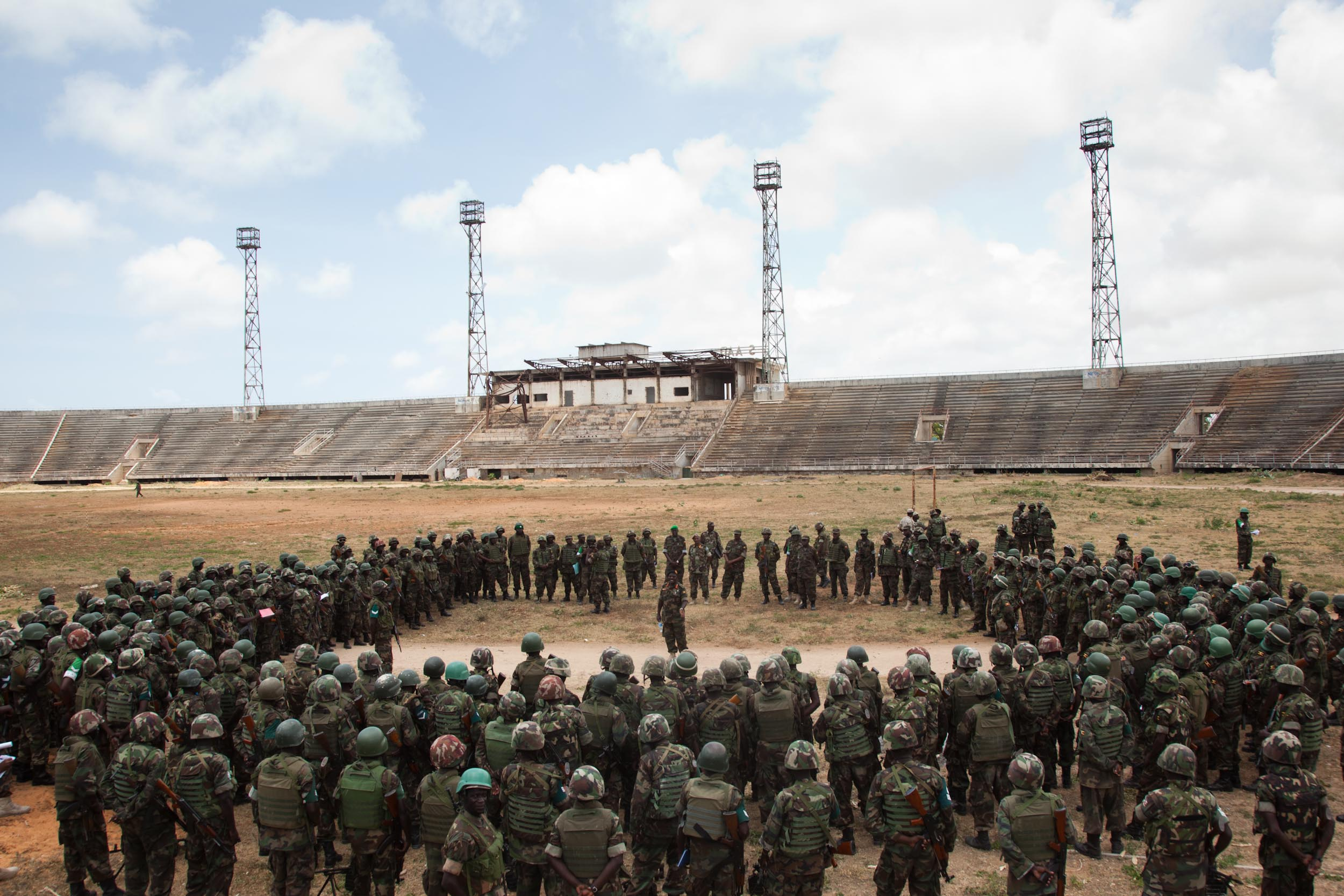
Estadi el 2011.

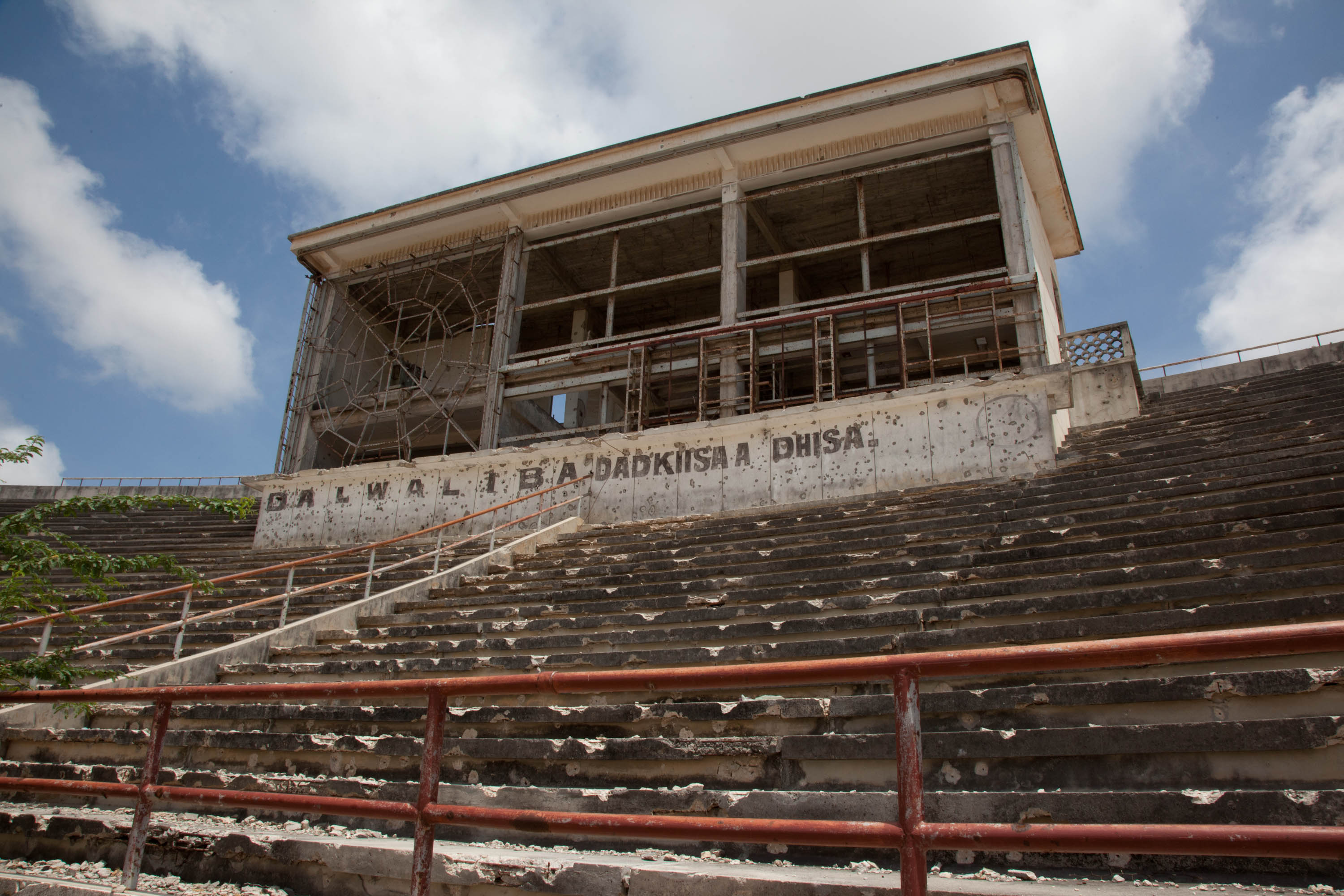
Tribuna de l'estadi.

L'estadi va ser construït el 1977, amb l'assistència d'enginyers xinesos.
A començament dels anys noranta, amb l'esclat de la guerra civil, l'estadi va ser usat com a seu de diverses faccions armades. L'any 2006 la FIFA finançà la instal·lació d'una nova gespa a l'estadi. Entre el 2008 i el 2011, l'estadi fou novament escenari d'enfrontaments militars. L'any 2013 el nou govern somali inicià la renovació de l'estadi.
Amb una capacitat d'uns 60.000 espectadors, té instal·lacions per la pràctica de l'atletisme, futbol, basquetbol, voleibol i tennis.